# Fresh TV
Fresh TV es una productora canadiense especializada en el entretenimiento juvenil. Se ha establecido internacionalmente con programas como Locos dieciséis, Grojband, Stoked y la franquicia de Drama total y la serie Mi niñera es una vampira.

## Producciones
- Locos Dieciséis – 91 episodios + 2 especiales, 7 de noviembre de 2004 - 11 de febrero de 2010
- Drama Total – 145 episodios (Incluyendo a Drama Total presenta: Carrera Alucinante) + 2 especiales, 8 de julio de 2007 - presente,
- Stoked: Locos por las Olas – 52 episodios, 25 de junio de 2009 - 26 de enero de 2013
- Mi Niñera es un Vampiro – 26 capítulos, 14 de marzo de 2011 - 6 de diciembre de 2012 (Inglés), 28 de febrero de 2011 - 11 de abril de 2013 (fránces)
- Really Me! – 26 episodios, 20 y 24 de abril de 2011 - 5 de abril de 2013
- Grojband – 52 episodios, 10 de junio de 2013 - 31 de marzo de 2015
- Campamento Zombie - 2013
- Backstage - 21 de marzo de 2016 - 30 de septiembre de 2017
- Drama Total: La Guardería - 1 de septiembre de 2018